# Voo Austral Líneas Aéreas 2553
O voo Austral Líneas Aéreas 2553 foi um serviço regular doméstico entre o Aeroporto Internacional Libertador General José de San Martín, Posadas, e o Aeroparque Jorge Newbery, Buenos Aires, Argentina. Em 10 de outubro de 1997, um McDonnell Douglas DC-9-32, prefixado LV-WEG, que operava a rota, caiu em Fray Bentos, Uruguai, matando 74 pessoas a bordo sendo o pior Desastre aéreo do Uruguai.

## Acidente
O avião veio do Aeroporto Internacional Libertador General José de San Martín, Posadas, Argentina, e foi para o Aeroparque Jorge Newbery, Buenos Aires, Argentina. Voltou para Fray Bentos para evitar uma tempestade. O exame das caixas-pretas revelou que logo depois que o avião se desviou de seu curso pretendido, sua velocidade começou a cair para níveis alarmantes. Os pilotos aumentaram repetidamente a potência das turbinas na esperança de restaurar a velocidade suficiente. Incapazes de recuperar a velocidade, os pilotos contataram a torre de controle do Aeroporto Internacional de Ezeiza e solicitaram autorização para descer a uma altitude inferior.
Na ausência de resposta da torre de controle, os pilotos ativaram os dispositivos hipersustentadores para manter a altitude e reduzir a velocidade de estol. Durante a implantação dos dispositivos, um deles foi danificado e causou uma assimetria catastrófica no fluxo de ar ao redor das asas. O avião imediatamente ficou fora de controle e caiu.
De acordo com a investigação realizada pela Força Aérea Argentina e pela Força Aérea Uruguaia, o tubo de Pitot (principal instrumento que permite a medição da velocidade da aeronave) ficou preso no gelo enquanto a aeronave passava por uma nuvem, bloqueando o instrumento e indicando uma velocidade inferior à velocidade real da aeronave De plus, Além disso, o alarme destinado a sinalizar um problema com o instrumento não soou. Acreditando que a aeronave estava voando a uma velocidade perigosamente baixa, os pilotos aumentaram a potência dos motores. Isso resultou na ultrapassagem da velocidade máxima de cruzeiro e, em particular, a velocidade máxima foi excedida permitindo a implantação dos dispositivos de alta elevação. A força do fluxo de ar nesta velocidade danificou os dispositivos, impossibilitando o controle da aeronave, que afundou. Durante a descida, a caixa-preta registrou uma passagem de 300 a 800 km/h em três segundos, o que pode estar relacionado a um degelo do tubo de Pitot. Especialistas calcularam que o avião caiu verticalmente a uma velocidade de 1 200 km / h, deixando uma cratera de impacto de 70 metros de diâmetro e 10 metros de profundidade.
O filme Fuerza aérea sociedad anónima [es] do ex-piloto Enrique Piñeyro retorna sobre a principal causa deste acidente.